# Cattedrale di Basilea
L'antica cattedrale di Basilea (in tedesco: Basler Münster) è una chiesa di epoca medioevale, tra i più importanti edifici della città svizzera.

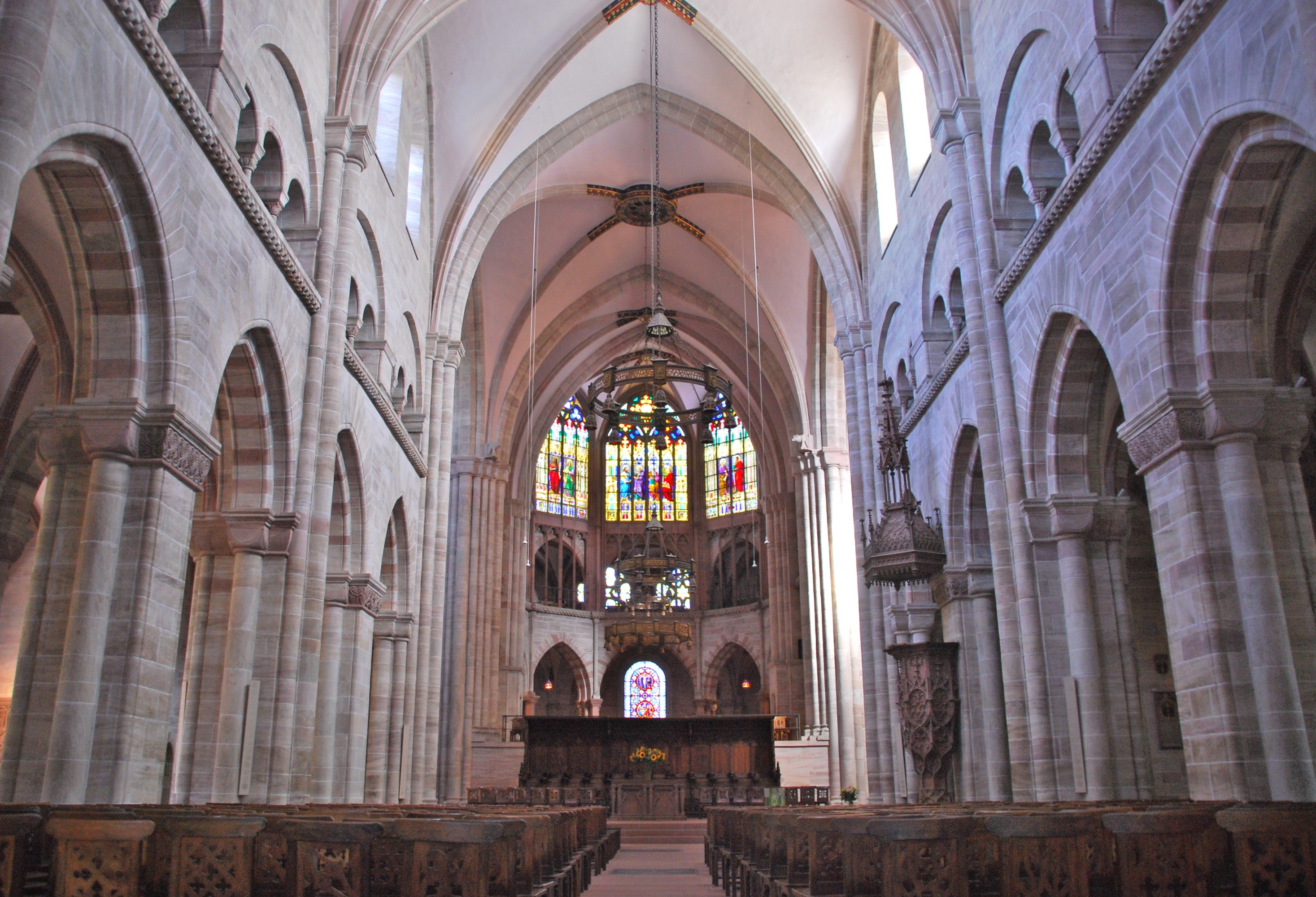
Interno

## Storia
In origine sede vescovile, l'attuale cattedrale, dedicata alla Vergine Maria, venne edificata tra il 1019 ed il 1500 in pietra arenaria rossa. La vecchia cattedrale romanica fu semidistrutta nel terremoto di Basilea del 1356. Venne poi riprospettata da Johannes Parler il Vecchio (conosciuto anche come Giovanni da Gmünd, lo stesso che stava lavorando per la Cattedrale di Friburgo in Brisgovia), per essere continuata in stile gotico. La costruzione fu ampliata da Ulrich Ensingen, architetto che collaborò anche ai progetti per la cattedrale di Ulma e per quella di Strasburgo.
La chiesa fu pressoché interamente completata nel medioevo. Uno dei pochi elementi ottocenteschi di questa cattedrale sono le finestre neogotiche.
Fu il punto di riferimento iniziale del Concilio di Basilea, Ferrara e Firenze. Dopo che il concilio era stato trasferito a Ferrara, sulla piazza della cattedrale di Basilea Amedeo VIII di Savoia venne eletto come antipapa (il 24 luglio 1440).
Dal 1529 è una chiesa di culto protestante. Erasmo da Rotterdam documentò con sue testimonianze i drammatici eventi della riforma a Basilea.

## Descrizione

### Architettura
Come le precedenti costruzioni (una carolingia ed una ottoniana), è situata sulla sponda sinistra del Reno. Il fiume si trova dalla parte del coro, il quale a sua volta si appoggia su una piccola altura artificiale a forma di terrazza (il cui nome è Pfalz). Grazie alle sue pareti esterne che danno sul fiume, questa terrazza è chiaramente sopraelevata rispetto alla sponda. La piazza antistante l'edificio, lunga e stretta, è di fattura prevalentemente barocca.
La chiesa è costruita sotto forma di basilica a tre navate. Se si conta la presenza di cappelle laterali comunicanti tra di loro, la chiesa conta cinque navate. La facciata è dominata dalle due torri gotiche leggermente diverse tra di loro. Con un'altezza di 64 metri, quella settentrionale supera leggermente la torre meridionale (il cui completamento nel 1500 segnava ufficialmente quello della chiesa).
Un elemento di indubbio valore per la chiesa è la porta di San Gallo, entrata del transetto nordoccidentale. Si tratta di una delle maggiori opere scultoree dell'epoca romanica in Svizzera. La costruzione è dotata di un doppio chiostro dal lato sudorientale.
Molte delle sculture originali sono state portate in un museo per garantirne una migliore conservazione e sostituite da copie. Il tetto è caratterizzato dalla grazia dei motivi romboidali ottenuti con tegole colorate.

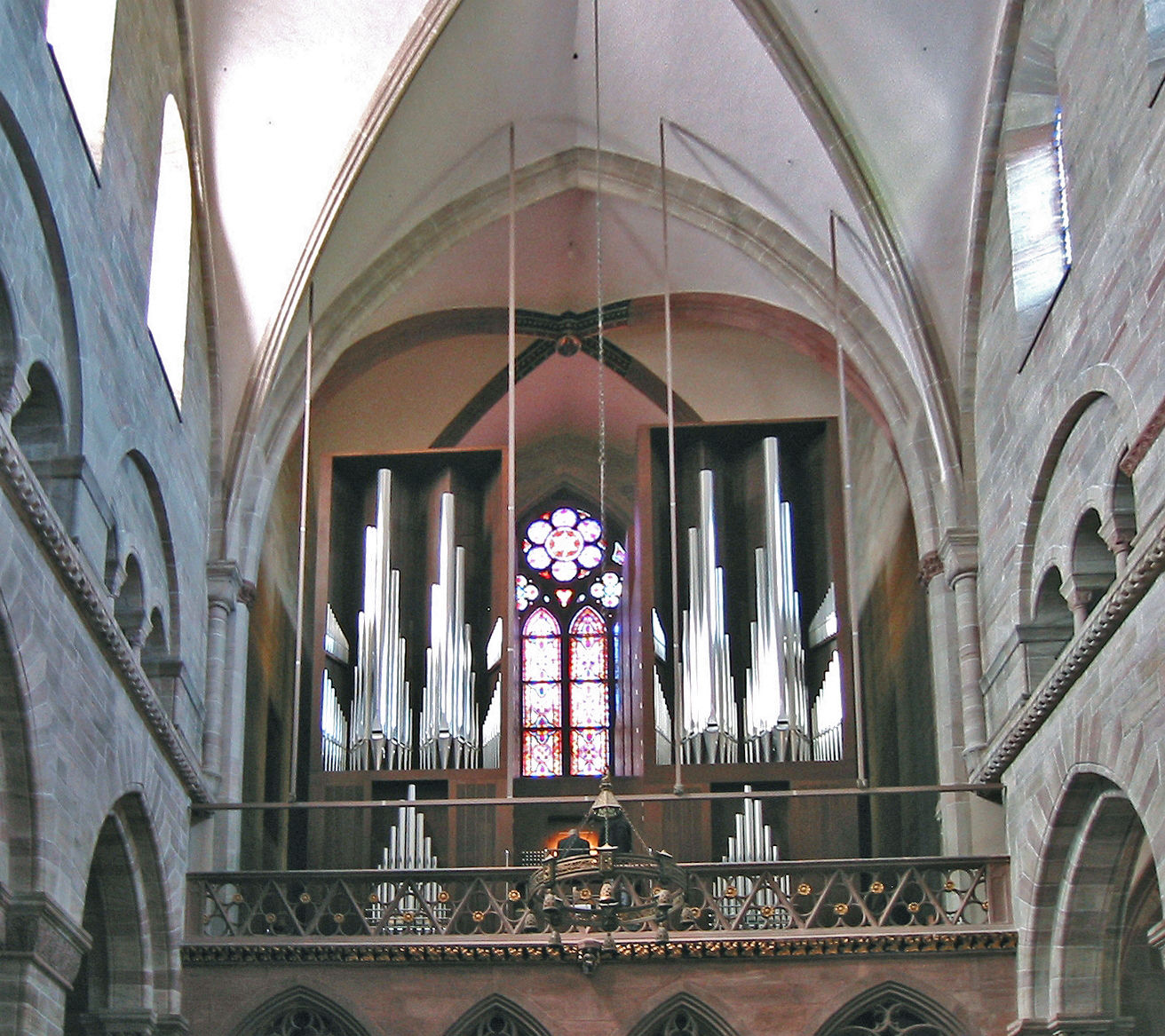
L'organo

L'interno, dotato di una cripta, conserva le spoglie di Erasmo da Rotterdam nella navata nordoccidentale. È relativamente spoglio e si distingue per la presenza di matronei prettamente romanici coronati da arcate cieche.

### Organo a canne
L'attuale organo a canne, costruito nel 2003 dalla ditta organaria Mathis Orgelbau con cassa progettata dal sangallese Peter Märkli, è l'ultimo di una serie di strumenti che si sono susseguiti nel corso dei secoli, il più antico dei quali realizzato nel XIV secolo. A trasmissione mista (meccanica per i manuali, elettrica per i registri), ha quattro tastiere di 58 note ciascuna ed una pedaliera di 30 per un totale di 78 registri.

## Galleria d'immagini

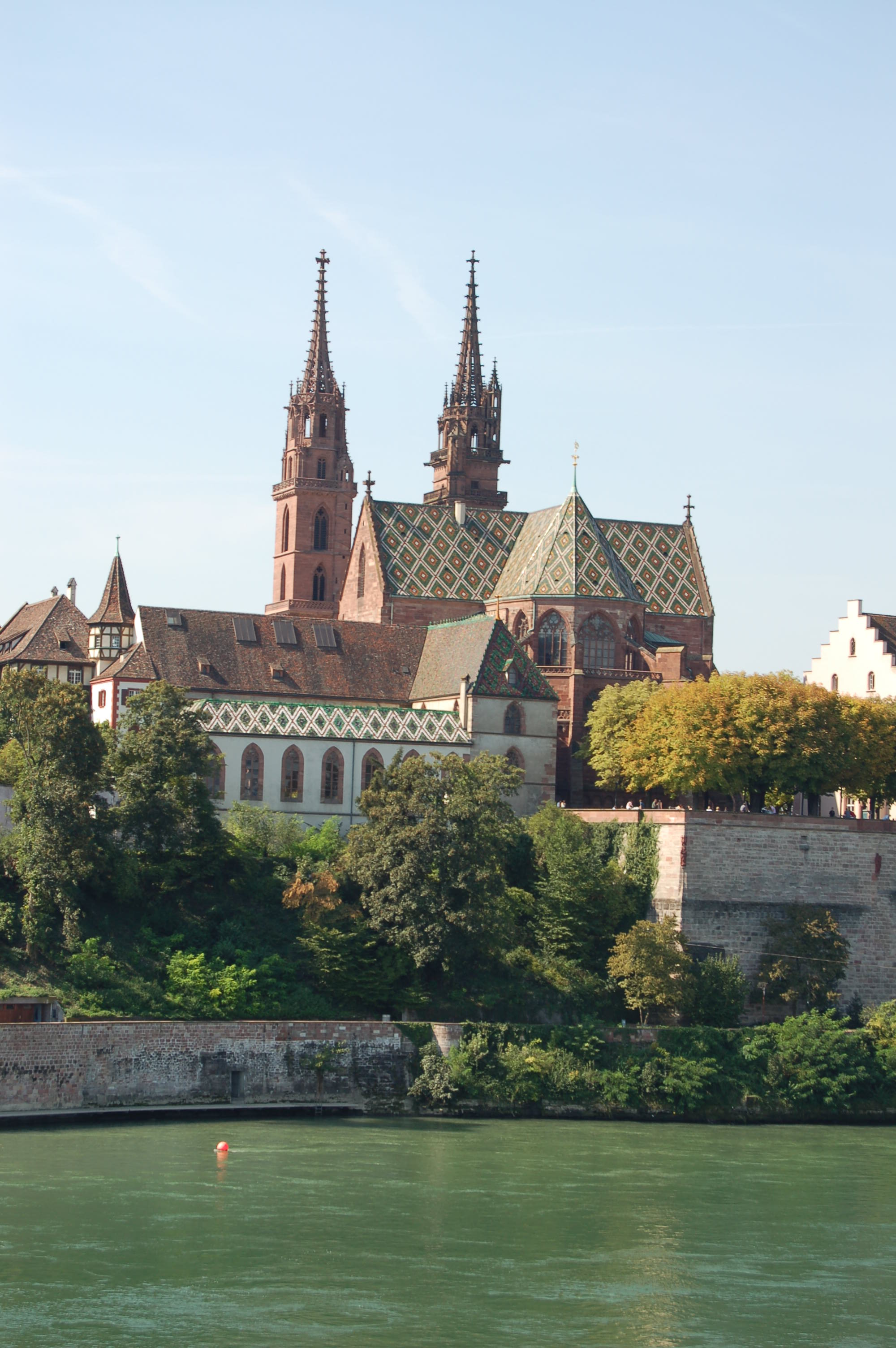
Veduta esterna della chiesa
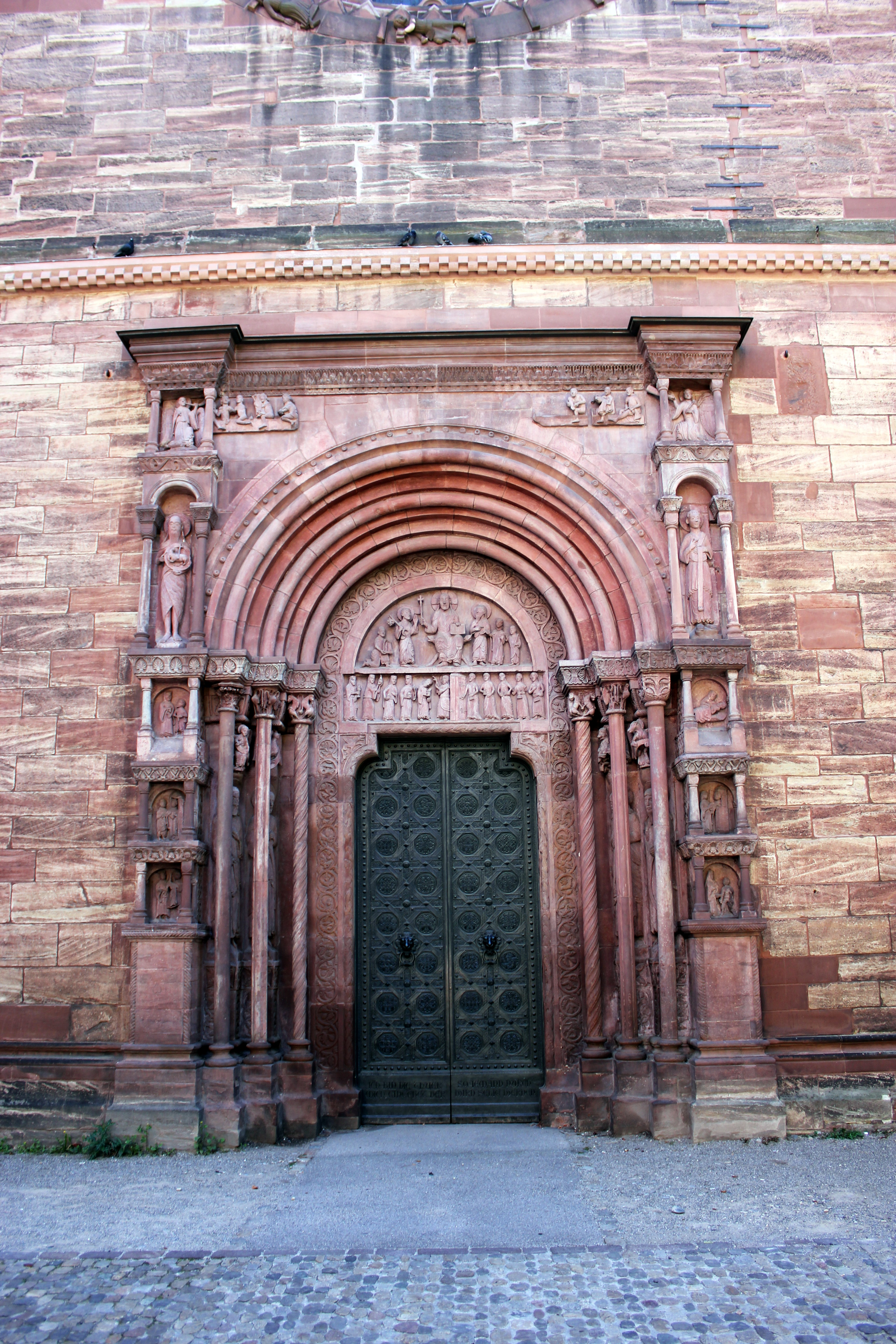
Portale di San Gallo
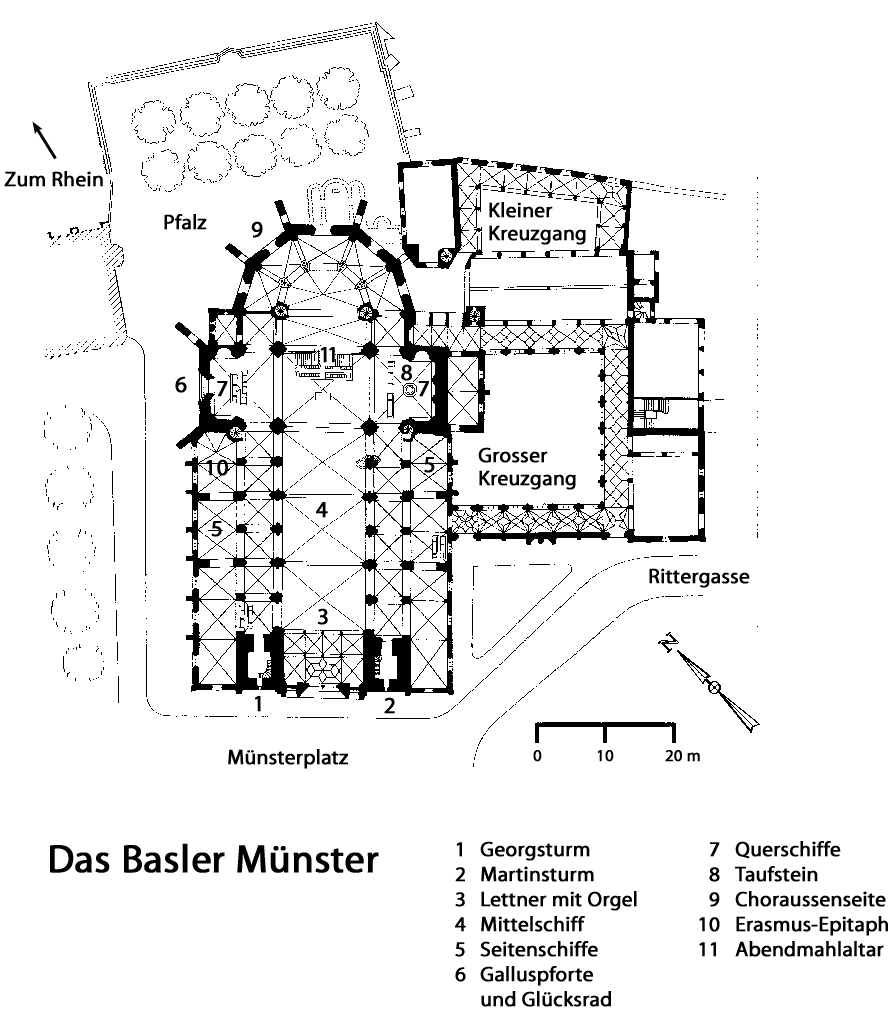
Pianta del monastero di Basilea; sulla destra, i due chiostri
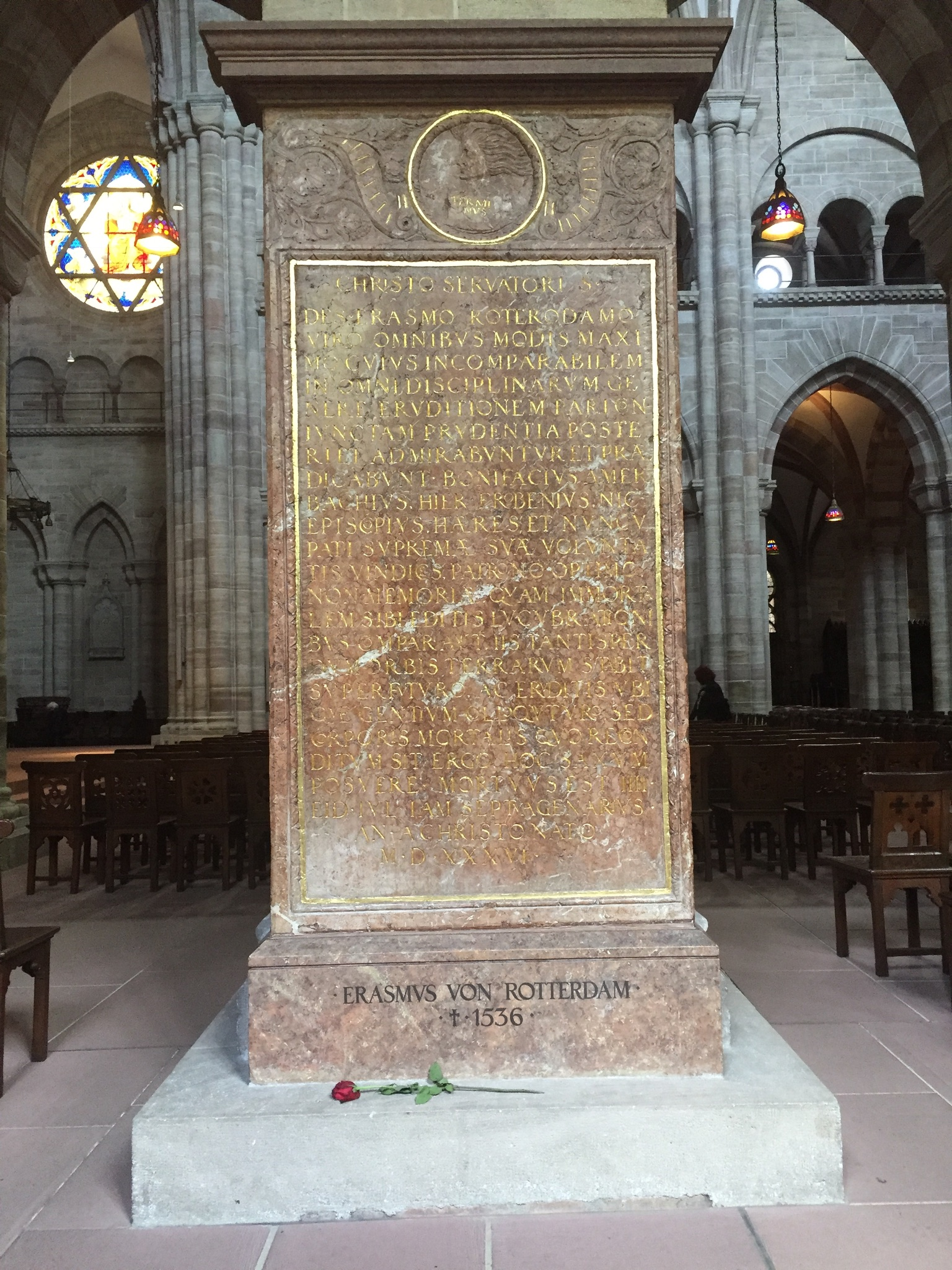
Tomba di Erasmo da Rotterdam